# Gérard Conac
Gérard Conac, né le 18 février 1930 à Vorey (Haute-Loire) et mort le 30 décembre 2016 à Bruxelles,,,, est un universitaire français, spécialiste du droit constitutionnel en France et à l’étranger.

## Biographie
Gérard Conac est professeur de droit à l'université Panthéon-Sorbonne à partir de 1988,. Il y dirige une trentaine de thèses, la plupart centrées sur le constitutionnalisme en Afrique.
Il est directeur du Centre d’Études juridiques et politiques du Monde africain à la Sorbonne.
Il est officier de l'Ordre national de la Légion d'honneur.

## Publications
Gérard Conac est l'auteur de nombreux ouvrages et articles qui s'ordonnent autour de deux thèmes principaux : la Cinquième République et l'Afrique.
- La Fonction publique aux États-Unis, Les Presses de Sciences Po (1956) - Réédition : Armand Colin (2012) •  (ISBN 978-2-72468-424-7)
- Les Institutions constitutionnelles des États d'Afrique francophone et de la République malgache, 360 pages, Economica (1978) •  (ISBN 978-2-40244-112-4)
- Les institutions administratives des Etats francophones d'Afrique Noire Economica (1979) •  (ISBN 978-2-71780-193-4)
- La Constitution de la République française (avec François Luchaire), Economica (1980) •  (ISBN 978-2-71780-265-8)
- Les Politiques de l’eau en Afrique, 767 pages, Economica (1985) •  (ISBN 978-2-71781-006-6)
- Les Cours suprêmes en Afrique, tome I - Organisation, Finalités, Procédure, 438 pages, Economica (1988) •  (ISBN 978-2-71781-575-7)
- Le Droit constitutionnel de la cohabitation (avec François Luchaire), 336 pages, Economica (1989) •  (ISBN 978-2-71781-639-6)
- La Déclaration des droits de l'homme (avec Marc Debene et Gérard Teboul, 367 pages, Economica (1990) •  (ISBN 978-2-71782-483-4)
- la Justice en Afrique (en coll.),
- Histoire des Institutions et des régimes politiques de la France (en coll., 1991)[2]
- L'Afrique en transition vers le pluralisme politique. Paris : Économica, 1993 (directeur de publication)
- La République d'Afrique du Sud : nouvel état, nouvelle société. Paris : Économica, 1999
- L'Afrique du Sud en transition : réconciliation et coopération en Afrique australe : [actes du colloque, Paris, mai 1993]. Paris : Économica, 1995 (directeur de publication)
- Les constitutions africaines publiées en lang       978-2717810066ue française, en 1997 (La Documentation française).
- Les constitutions africaines publiées en langue française - Tome 1, Algérie, Bénin, Burkina Faso, Burundi, Cameroun, Cap-Vert, Comores, Congo, Côte d'Ivoire, Djibouti, Égypte, Gabon, Guinée, Madagascar. Paris : la Documentation française, 1997 (éditeur scientifique)
- Les constitutions africaines publiées en langue française - Tome 2, Mali, Maroc, Maurice, Mauritanie, Niger, République centrafricaine, République démocratique du Congo, Rwanda, Sénégal, Tchad, Togo, Tunisie. Paris : la Documentation française, 1998 (éditeur scientifique)
- Le droit constitutionnel de la cohabitation : bilan juridique d'une expérience politique, 23 mars 1986-8 mai 1988. Paris : Économica, 1989
- Coopération décentralisée et coopération multilatérale francophone : colloque international, 15 et 16 décembre 1988, [Reims]. Paris : Économica, 1989 (directeur de publication)
- Islam et droits de l'homme : [actes de la rencontre, Paris, 28 avril 1989]. Paris : Économica, 1994 (directeur de publication)
- La terre, l'eau et le droit en Afrique, à Madagascar et à l'Ile Maurice. Bruxelles : Bruylant, 1998 (directeur de publication)
- Le préambule de la Constitution de 1946 : histoire, analyse et commentaires. Paris : Dalloz, 2001
- Islam et droits de l'homme. Paris : Economica, 2015 (directeur de publication)[8],

ainsi que divers articles dans Politique étrangère, la Revue de droit international public, la Revue française d’administration publique et Pouvoirs.

## Distinctions
- Officier de la Légion d'honneur[Quand ?]
- Officier de l'ordre national du Mérite
- Commandeur des Palmes académiques
- Chevalier du Mérite agricole[8]
- Officier de l'ordre national malgache
- Commandeur de l'ordre national du Lion (Sénégal)
- prix de l'Académie des sciences morales et politiques (1994 et 1995)
- Docteur honoris causa de l'université de Bucarest (1994)[2]
- membre titulaire (3e section) de l'Académie des sciences d'outre-mer (15/04/1983), puis président, puis président honoraire[8]
- membre de l'Académie malgache
- membre d'honneur de l'Académie roumaine[4]